# هيثم السحرتي

هيثم السحرتي (مواليد 26 أغسطس 1985) هو لاعب كرة سلة مصري يلعب في مركز لاعب هجوم صغير الجسم في نادي الزمالك.